# ويليام توماس هاميلتون
ويليام توماس هاميلتون (بالإنجليزية: William Thomas Hamilton )‏ (و. 1820 – 1888 م) هو سياسي، ومحامي أمريكي، ولد في مقاطعة واشنطن، كان عضوًا في الحزب الديمقراطي الأمريكي، توفي في هاجرستاون، عن عمر يناهز 68 عاماً.

## مناصب
تولى منصب عضو مجلس الشيوخ الأمريكي
- حاكم ماريلاند  [لغات أخرى]‏
- عضو مجلس النواب الأمريكي
- عضو مجلس النواب لولاية ماريلند.

## التعليم
تعلم في Washington & Jefferson College ‏.